# São Romão do Coronado
São Romão do Coronado é uma localidade portuguesa do Município da Trofa que foi sede da extinta Freguesia de São Romão do Coronado, freguesia que tinha 3,51 km² de área e 4 827 habitantes (2011), e, por isso, uma densidade populacional de 1 375,2 hab/km².
A Freguesia de São Romão do Coronado foi extinta (agregada) em 2013, no âmbito de uma reforma administrativa nacional, para em conjunto com a Freguesia de São Mamede de Coronado formar uma nova freguesia denominada União das Freguesias de Coronado (São Romão e São Mamede).
Foi elevada a vila em 24 de Julho de 1997, sob a designação de Vila do Coronado, conjuntamente com a freguesia de São Mamede do Coronado.

## História
Em 1839, São Romão do Coronado fazia parte do concelho da Maia; em 1852 integrou o concelho (depois) município de Santo Tirso e, em 1998 passou para o município da Trofa.

## População
| População da freguesia de Coronado (São Romão) | População da freguesia de Coronado (São Romão) | População da freguesia de Coronado (São Romão) | População da freguesia de Coronado (São Romão) | População da freguesia de Coronado (São Romão) | População da freguesia de Coronado (São Romão) | População da freguesia de Coronado (São Romão) | População da freguesia de Coronado (São Romão) | População da freguesia de Coronado (São Romão) | População da freguesia de Coronado (São Romão) | População da freguesia de Coronado (São Romão) | População da freguesia de Coronado (São Romão) | População da freguesia de Coronado (São Romão) | População da freguesia de Coronado (São Romão) | População da freguesia de Coronado (São Romão) |
| ---------------------------------------------- | ---------------------------------------------- | ---------------------------------------------- | ---------------------------------------------- | ---------------------------------------------- | ---------------------------------------------- | ---------------------------------------------- | ---------------------------------------------- | ---------------------------------------------- | ---------------------------------------------- | ---------------------------------------------- | ---------------------------------------------- | ---------------------------------------------- | ---------------------------------------------- | ---------------------------------------------- |
| 1864                                           | 1878                                           | 1890                                           | 1900                                           | 1911                                           | 1920                                           | 1930                                           | 1940                                           | 1950                                           | 1960                                           | 1970                                           | 1981                                           | 1991                                           | 2001                                           | 2011                                           |
| 483                                            | 491                                            | 602                                            | 671                                            | 778                                            | 1 002                                          | 1 236                                          | 1 409                                          | 1 627                                          | 2 070                                          | 2 265                                          | 2 951                                          | 3 303                                          | 4 150                                          | 4 827                                          |

Nos censos de 1864 a 1991 fazia parte do concelho de Santo Tirso
| Distribuição da População por Grupos Etários | Distribuição da População por Grupos Etários | Distribuição da População por Grupos Etários | Distribuição da População por Grupos Etários | Distribuição da População por Grupos Etários | Distribuição da População por Grupos Etários | Distribuição da População por Grupos Etários | Distribuição da População por Grupos Etários | Distribuição da População por Grupos Etários | Distribuição da População por Grupos Etários |
| -------------------------------------------- | -------------------------------------------- | -------------------------------------------- | -------------------------------------------- | -------------------------------------------- | -------------------------------------------- | -------------------------------------------- | -------------------------------------------- | -------------------------------------------- | -------------------------------------------- |
| Ano                                          | 0-14 Anos                                    | 15-24 Anos                                   | 25-64 Anos                                   | > 65 Anos                                    |                                              | 0-14 Anos                                    | 15-24 Anos                                   | 25-64 Anos                                   | > 65 Anos                                    |
| 2001                                         | 795                                          | 596                                          | 2 319                                        | 440                                          |                                              | 19,2%                                        | 14,4%                                        | 55,9%                                        | 10,6%                                        |
| 2011                                         | 873                                          | 554                                          | 2 819                                        | 581                                          |                                              | 18,1%                                        | 11,5%                                        | 58,4%                                        | 12,0%                                        |

Média do País no censo de 2001:  0/14 Anos-16,0%; 15/24 Anos-14,3%; 25/64 Anos-53,4%; 65 e mais Anos-16,4%
Média do País no censo de 2011:   0/14 Anos-14,9%; 15/24 Anos-10,9%; 25/64 Anos-55,2%; 65 e mais Anos-19,0%